# Susan Elizabeth Phillips
Susan Elizabeth Phillips, (11 de diciembre de 1948, Cincinnati, Ohio, Estados Unidos) es una escritora estadounidense de novela romántica contemporánea. Ha sido galardonada cuatro veces con los Premios Rita. Estudió teatro en la Ohio University. Enseñó arte dramático, literatura, e inglés en un instituto local hasta que nació su primer hijo, después se quedó como ama de casa. 
En 1976, la familia se trasladó de Ohio a Nueva Jersey, donde conoció a su vecina y gran amiga Claire Kiehl. Claire y Phillips hablaban a menudo de los libros que les gustaba leer y un día decidieron escribir un libro juntas. Después de varios meses, tenían un esquema para escribir un romance histórico. Su libro, The Copeland Bride, fue comprado por el primer editor que lo leyó, y fue publicado en 1983 bajo el seudónimo de Justine Cole. Claire se marchó a otro estado y Susan se metió en otro romance histórico, que fue publicado como Risen Glory y fue reeditado por Avon Books como Just imagine. Este fue su primer libro como Susan Elizabeth Phillips, su nombre real. Declaró «Escribir sola no era tan divertido como hacerlo con una amiga, pero tenía todas estas historias rondando por mi cabeza, y parecía no tener otra opción que hacerlo». Continuó escribiendo Glitter Baby, su primer libro de ficción contemporánea. El libro tuvo gran acogida internacional y recibió mucha atención en su país.
Instalada ya en Chicago, escribió: Fancy Pants, Hot Shot y Honey Moon.  Eran la corriente principal de lo que en la actualidad está escribiendo, cada uno de ellos le llevó dos años finalizarlos. Todos fueron publicados por Pocket y todavía están en imprenta. Mientras escribía esos libros, descubrió su ‘voz’ contemporánea. Desafortunadamente, aunque los libros tenían una buena acogida en el mercado internacional, le llevaba tanto tiempo escribirlos que el público norteamericano no sabía quién era ella. ¡Tenía que escribir más rápido!
It Had To Be You, Heaven, Texas y Kiss an Angel fueron publicadas en los dieciocho meses siguientes entre ellos. Los lectores sabían finalmente quién era Susan Elizabeth Phillips, y, justo cuando pensó que las cosas no podían ir mejor, Nobody’s baby but mine fue editado. 
Una de las aficiones de Susan, es la cocina para vegetarianos. Cuando sus hijos se marcharon de casa, se enamoró de la jardinería, planificando su jardín en invierno e intentando llevar esos planes a la realidad en verano. También es una adicta a los museos de arte.
Adora viajar, pero no puede dejar que interfiera demasiado en su tarea diaria como escritora. Su viaje soñado tuvo lugar en septiembre de 2000 cuando Bill y ella pasaron 8 días haciendo un tour por la Toscana (este viaje le trajo la inspiración para Breathing Room (Toscana para dos).
En la actualidad vive junto a su marido en Naperville, (suburbio de Chicago, de 143.000 habitantes), donde ha sido elegida Persona más famosa de Naperville en el 2007 por el diario The Naperville Sun, con el 35 % de los votos.

## Premios
- It Had To Be You: Premio Rita a la Mejor Novela en 1995.
- Nobody's Baby But Mine: Premio Rita a la Mejor Novela en 1998.
- Dream a Little Dream: Premio Rita a la Mejor Novela en 1999.
- First Lady: Premio Rita a la Mejor Novela en 2001.
- En 2001 ingresó en el Salón de la Fama (Hall of Fame) de Romance Writers of America.
- En 2006 recibió el premio a su carrera (Lifetime Achivement Award) de Romance Writers of America.

## Publicaciones

### Como Justine Cole (con Claire Kiehl)

#### Novelas individuales
- The Copeland Bride (1983)
- Risen Glory (1984)
- Hot Shot (1991) 
  - Campeona (2014)
- Honey Moon (1993) 
  - Como en una montaña rusa (2014)
- Kiss an Angel (1996) 
  - Besar a un ángel (2010)
- Just Imagine (2001) (revisión de Risen Glory)
  - Imagínate (2013)
- This Heart of Mine (2001)
  - Este corazón mío (2006)
- Breathing Room (2002) 
  - Toscana para dos (2004)
- Ain't She Sweet? (2004)
  - Ella es tan dulce (2005)
- Heroes Are My Weakness (2014)
  - Los héroes son mi debilidad (2015)
- Dance Away with Me (2020)
  - Baila conmigo (2021)

### Como Susan Elizabeth Phillips
(Por orden cronológico)

#### Novelas
- Risen Glory (1984)
- Glitter Baby (1987) 
  - Una chica brillante (2013)
- Fancy Pants (1989) 
  - Una chica a la moda (2012)
- Hot Shot (1991) 
  - Campeona (2014)
- Honey Moon (1993) 
  - Como en una montaña rusa (2014)
- It Had To Be You (1994) 
  - Tenías que ser tú (2008)
- Heaven, Texas (1995)
  - Heaven, Texas (2009)
- Kiss an Angel (1996) 
  - Besar a un ángel (2010)
- Nobody's Baby But Mine (1997) 
  - Solo mío (2009)
- Dream a Little Dream (1998) 
  - Apenas un sueño (2009)
- Lady Be Good (1999)
  - Amor o chantaje (2012)
- First Lady (2000) 
  - Primera Dama (2013)
- Just Imagine (2001) (revisión de Risen Glory)
  - Imagínate (2013)
- This Heart of Mine (2001)
  - Este corazón mío (2006)
- Breathing Room (2002) 
  - Toscana para dos (2004)
- Ain't She Sweet? (2004)
  - Ella es tan dulce (2005)
- Match Me if You Can (2005)
  - Cázame si puedes (2006)
- Natural Born Charmer (2007)
  - Nacida para seducir (2008)
- What I Did For Love (2009)
  - Lo que hice por amor (2010)
- Call Me Irresistible (2010)
  - Llámame irresistible (2012)
- The Great Escape (2012)
  - La gran fuga (2012)
- Heroes Are My Weakness (2014)
  - Los héroes son mi debilidad (2015)
- First Star I See Tonight (2016)
  - La primera estrella de la noche (2017)
- Dance Away with Me (2020)
  - Baila conmigo (2021)
- When stars collide (2021)

#### Serie Golfistas
1.- Fancy Pants
Una Chica A La Moda
2.- Lady Be Good
Amor o Chantaje
3.- Glitter Baby
Una Chica Brillante
4.- First Lady 
Primera Dama
5.- What I Did For Love
Lo Que Hice Por Amor
6.- Call me Irresistible
Llamame Irresistible
7.- The Great Escape
La Gran Fuga

#### Serie Chicago Stars
1.- It Had To Be You (1994)
Tenías que ser tú (2008)
2.- Heaven, Texas (1995)
Heaven, Texas (2009)
3.- Nobody's Baby But Mine (1997)
Solo mío (2010)
4.- Dream a little Dream (1998)
Apenas un sueño (2010)
5.- This Heart of Mine (2001)
Este corazón mío (2006)
6.- Match Me If You Can (2005)
Cázame si puedes (2006)
7.- Natural Born Charmer (2007)
Nacida para seducir (2008)
8.- First Star I See Tonight (2016)
La primera estrella de la noche (2017)
9.- When stars collide (2021)
- Nobody's Baby But Mine/This Heart of Mine (Edición doble, 2006)

##### Hermanos Bonner, subserie
1.- Nobody's Baby But Mine (1997)
Solo mío (2010)
2.- Dream a little Dream (1998)
Apenas un sueño (2010)

### Edición Doble
- Honey Moon/Hot Shot (2005)
- Nobody's Baby But Mine/This Heart of Mine (2006)

## Seppies
Antes de comenzar a leer cualquier libro de SEP, tienes que planearlo cuidadosamente. Personalmente, primero desconecto el contestador y compruebo que tengo Coca Cola Light de sobra. A continuación, envío a mi marido a hacer recados, y por último, digo a mis hijos que no me molesten a no ser que tenga que llevarlos a urgencias (donde probablemente me llevaría el libro conmigo).

La razón de todo este planteamiento suele quedar clara al acabar el primer capítulo, a partir de ahí, si repentinamente sufro alguna interrupción, no suelo ser responsable de mis actos.
Dede Anderson

En este comentario de Dede Anderson en Romancereader queda plasmado por qué Phillips tiene seguidores con nombre propio: seppies. Su lugar de encuentro es el panel de mensajes de su web, donde Phillips escribe con mucha asiduidad. Las firmas de libros de Phillips se llenan de seppies caracterizadas como las heroínas de sus libros.

## SEP Solidaria
Durante estos años SEP ha recibido cientos de peticiones de donaciones de libro firmadas para lectores que trabajan con ancianos, niños, y muchas organizaciones dignas. Ha hecho todo lo posible para complacerlos. Recientemente, sin embargo, la demanda ha crecido a tal punto que recibe nuevas peticiones cada semana, más de cien al año, y realizarlo se ha vuelto imposible. Después de pensarlo mucho, ha decidido que puede complacer las peticiones y tener tiempo para escribir. Además quiere honrar a sus muchos lectores humanitarios. ¿Qué hacer?

En vez de entregar libros dedicados cada año, SEP ha decidido donar 1000 $ al año, comenzando en 2005, al programa PRIMER LIBRO, en honor de todos los que trabajan por las buenas causas. 
http://www.firstbook.org/ El PRIMER LIBRO da a los niños de familias de ingresos bajos la oportunidad de leer y de poseer sus primeros libros nuevos, algo que para muchos de nosotros es cotidiano e insignificante, para ellos es un auténtico tesoro.
Aquí están otras de las maravillosas Organizaciones Humanitarias que SEP apoya:
https://web.archive.org/web/20080516100806/http://www.teensalone.org/ TEENS ALONE , es una organización de Minneapolis que ayuda a los adolescentes y a las familias con problemas. Su hermana (“Lil Sis” de SEP BB) es directora ejecutiva de esta organización, y SEP está orgullosa de ofrecer su ayuda. 
https://web.archive.org/web/20070417052925/http://www.canticleministries.org/ Los niños con SIDA crecen, y muchos de ellos han desafíado las probabilidades de vida. Ahora desean ir a la universidad. Este fondo les ayuda a alcanzar sus sueños.
https://web.archive.org/web/20071209085438/http://www.chicagohealthconnection.org/ Una organización de Chicago basada en la educación y apoyo a las jóvenes madres y sus bebés, preparando a ayudantes sanitarios para ayudar a futuras mamás. Su programa “Doula” interesó especialmente a SEP, ya que proporciona ayuda de lactancía a las madres adolescentes.